# Serratula lyratifolia
Serratula lyratifolia là một loài thực vật có hoa trong họ Cúc. Loài này được Schrenk miêu tả khoa học đầu tiên năm 1841.